# Inval van de Veluwe (1624)
De Inval van de Veluwe vond plaats van 16 tot en met 24 februari 1624, toen graaf Hendrik van den Bergh plunderend het Kwartier van Veluwe en een deel van het graafschap Zutphen binnenviel door gebruik te maken van de streng ingevallen vorst. Hij trok met 6.000 soldaten de bevroren IJssel over om steden als Arnhem, Dieren en Ede te plunderen.

## Aanloop
Op verscheidene plaatsen had men de dijken al doen breken waardoor het water buitendijks was geraakt. De plotselinge inval van strenge vorst maakte het mogelijk rivieren over te steken. Mogelijk trok van den Bergh met 2.000 man, bestaande uit veertig vendels ruiters, tien tot twaalf regimenten voetvolk bij Mook de Maas over, om via Groesbeek/Kranenburg, Kleef naar Wesel om de Rijn over te steken. Dan terug via de Liemers (Zevenaar, Duiven) om bij Westervoort de IJssel te passeren. Vandaar trokken ze dan naar de schans bij Leuvenheim om aansluiting te vinden met de rest van het Spaanse leger. De graaf had voor de inval opdracht gegeven dat de gouverneurs van Oldenzaal en Lingen ook troepen zouden sturen.

## Inval
Bij het fort IJsseloord hield de burgemeester van Arnhem tevergeefs stand met slechts dertig burgers tegen 2000 Spaanse soldaten. Het leger trok na de inname van deze schans door naar Dieren waar hij het kasteel de Gelderse Toren plunderde en kasteel Engelenburg te Brummen in brand stak. Bij de Grote Schans in Leuvenheim werd een brug gebouwd over de IJssel zodat de terugreis van het Spaanse leger verzekerd zou zijn. De troepen uit Lingen vonden hier aansluiting op het leger van de graaf.
Frederik Hendrik liet intussen de bezetting van Arnhem, Doesburg, Zutphen, Deventer en Zwolle versterken met troepen van Ernst Casimir. Van den Bergh verdedigde het ingenomen gebied tussen IJsseloord en Leuvenheim met het grootste deel van zijn leger zodat Montecuculi het Kwartier van Veluwe kon intrekken. Een deel trok verder naar Hattem en Harderwijk, maar stuitte onderweg op te veel tegenstand, waarop men terugging en besloot de Veluwe te plunderen. Ze trokken dezelfde dag nog verder in de richting van Arnhem en Ede. Met name Ede, Veldhuizen en het kasteel Kernhem moesten het zwaar ontgelden. In Ede werden zestien huizen in brand gestoken, in Veldhuizen werden zeven boerderijen in brand gestoken. Arnhem was intussen op last van Maurits versterkt met achttien vendels ruiters en dertien compagnieën voetvolk. Van den Bergh had zich op de Arnhemse Galgenberg verschanst en liet twee kanonschoten op de stad lossen. Vanuit Arnhem werd dat beantwoord met negen schoten. Van den Bergh zette de aanval op Arnhem niet door. Hij besloot de omgeving te plunderen en boerderijen in brand steken. Er bestaat daarvan een anekdote, waarvan onbekend is of dit fictie of feit is. Volgens de anekdote sloegen de plunderaars op de vlucht toen ze ineens een trompet hoorden schallen die Het Wilhelmus blies, het bleek in werkelijkheid een Bennekomse jager te zijn, die een vreemde inval kreeg in het bos het Wilhelmus eens te blazen. Volgens de anekdote dachten de plunderaars dat Maurits met zijn leger naderde. In werkelijkheid zal het waarschijnlijker geweest zijn dat op de verarmde Veluwe te weinig viel te plunderen. Ook de honger en kou zal ongetwijfeld van invloed geweest zijn. Intussen had Frederik Hendrik Wesel kunnen ontzetten waardoor er geen aanvoer van voedsel was naar de Spaanse legers op de Veluwe. De Spanjaarden moesten zich dus terugtrekken, nagejaagd door het leger van Ernst Casimir. Op 21 februari viel de dooi in, waarop de graaf genoodzaakt was de Veluwe te verlaten.

## Nasleep
Het was de bedoeling geweest na de inval door te trekken via Friesland naar Groningen (stad) waar ze wilden brandschatten. Kolonel Stakenbroeck had zich verzet tegen deze plannen omdat hij niet genoeg soldaten had. Die inval kwam wel via het oosten toen Oldambt en Westerwolde (Oost-Groningen) door Spaansgezinde troepen van gouverneur Lucas Cayro van Lingen en overste Gauchier uit Grol, Lingen en Oldenzaal. Winschoten, Heiligerlee, Scheemda, Eexta, Noordbroek en Slochteren in brand gestoken nadat de geëiste brandschatting niet snel genoeg bijeen is gebracht door de bevolking. De staatse bevelhebber Stakenbroeck verdrijft met zijn ruiters de Lingers het land uit, maar niet voordat deze een grote hoeveelheid vee en geld hebben buitgemaakt. Van den Bergh trok vanuit Kleef via Venlo naar Breda, waar hij deelnam aan het Beleg van Breda (1624-1625).
In het jaar 1629 ondernam de graaf nog een tweede inval op de Veluwe.